# 라디오서울 (LA)
라디오서울은 캘리포니아 토런스에 방송 라이센스를 가지고 있으며, 로스앤젤레스 대도시권을 권역으로 하는 한국어 라디오 방송이다. 모기업으로 HK Media, Inc.에 속해있다.
뉴스를 중심으로 하여 교양, 국악, 그 외 각종 음악 등 다양한 프로그램을 방송하며 새벽 및 일요일에는 개신교를 비롯한 여러 종교 방송을 보내고 있다.
로스앤젤레스의 다른 한인 방송국으로 KGBN, KMPC와 KYPA가 있다.

## 채널 정보
- 주파수 1650kHz, 콜사인 KFOX, 출력 10kW(주간), 490W(야간)